# Station Marnardal
Station Marnardal is een spoorwegstation in  het dorpje Marnardal in de gemeente Lindesnes in het zuiden van Noorwegen. Het station ligt aan Sørlandsbanen.